# Orchomene serratus
Orchomene serratus är en kräftdjursart som först beskrevs av Boeck 1861.  Orchomene serratus ingår i släktet Orchomene, och familjen Lysianassidae. Arten är reproducerande i Sverige.